# دولت موقت کوبا
دولت موقت کوبا (اشغال دوم کوبا)(به انگلیسی:Provisional Government of Cuba ) از سپتامبر ۱۹۰۶ تا فوریه ۱۹۰۹ ادامه داشت. از این دوره به عنوان اشغال دوم کوبا نیز یاد می شد.